# USS Fechteler (DD-870)
USS Fechteler (DD-870/DDR-870) là một tàu khu trục lớp Gearing được Hải quân Hoa Kỳ chế tạo vào giai đoạn cuối Chiến tranh Thế giới thứ hai. Nó là chiếc tàu chiến thứ hai của Hải quân Mỹ được đặt theo tên của cả Chuẩn đô đốc Augustus Francis Fechteler (1857-1921), người từng tham gia các cuộc Chiến tranh Tây Ban Nha-Hoa Kỳ, Chiến tranh Philippines-Hoa Kỳ và Thế Chiến I lẫn con ông, Đại úy Hải quân Frank Casper Fechteler (1897-1922), phi công hải quân tử nạn trong một tai nạn máy bay. Hoàn tất khi chiến tranh đã kết thúc, con tàu tiếp tục phục vụ trong giai đoạn Chiến tranh Lạnh, Chiến tranh Triều Tiên và Chiến tranh Việt Nam cho đến năm 1970. Nó bị tháo dỡ năm 1972. Fechteler được tặng thưởng năm Ngôi sao Chiến trận do thành tích phục vụ trong Chiến tranh Triều Tiên.

## Thiết kế và chế tạo
Fechteler được đặt lườn tại xưởng tàu của hãng Bethlehem Steel Corporation ở Staten Island, New York vào ngày 12 tháng 4 năm 1945. Nó được hạ thủy vào ngày 19 tháng 9 năm 1945; được đỡ đầu bởi cô Joan S. Fechteler, cháu đô đốc Fechteler, và nhập biên chế vào ngày 2 tháng 3 năm 1946 dưới quyền chỉ huy của Hạm trưởng, Trung tá Hải quân A. A. Wellings.

## Lịch sử hoạt động

### 1946 - 1950

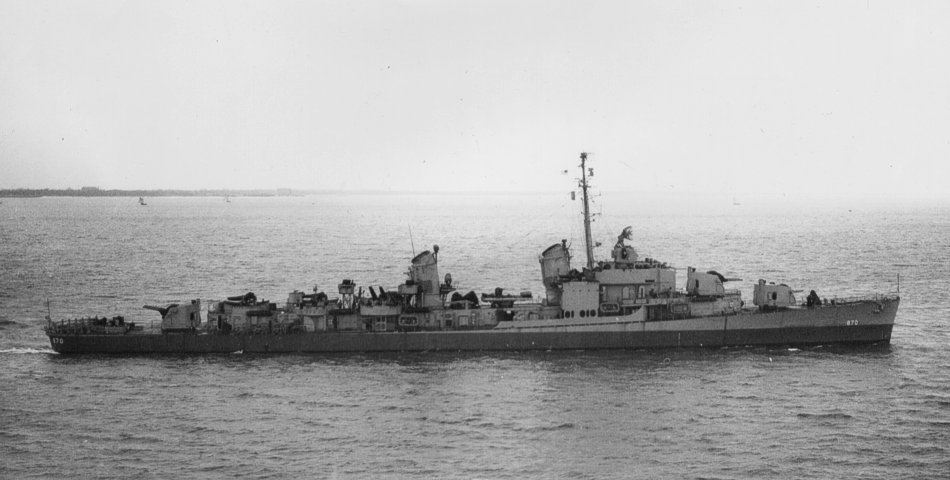
USS Fechteler vào tháng 4 năm 1946.

Sau khi hoàn tất việc chạy thử máy huấn luyện, Fechteler đặt cảng nhà tại Norfolk, Virginia và đã hoạt động huấn luyện cùng phục vụ canh phòng máy bay cho các tàu sân bay tại khu vực Virginia Capes cùng những chuyến đi ngắn đến Argentia, Newfoundland. Nó khởi hành từ Norfolk vào ngày 6 tháng 1 năm 1947 để đi sang vùng bờ Tây, và vào ngày 26 tháng 5 đã rời San Diego, California cho lượt hoạt động đầu tiên tại Viễn Đông. Con tàu phục vụ cho hoạt động chiếm đóng, và đã viếng thăm nhiều cảng Trung Quốc cũng như Okinawa, Hong Kong, Yokosuka và Guam. Nó quay trở về San Diego vào ngày 22 tháng 1 năm 1948, và tiếp nối những hoạt động huấn luyện thường lệ tại vùng bờ Tây.

### Chiến tranh Triều Tiên
Fechteler hoàn tất một lượt phục vụ thứ hai tại Viễn Đông trong năm 1949; và khi cuộc Chiến tranh Triều Tiên bùng vào tháng 6, 1950, nó đang thực hành huấn luyện tại vùng biển ngoài khơi San Francisco. Nó lập tức lên đường hướng sang Trân Châu Cảng, nơi nó chuẩn bị sẵn sàng để được phái sang vùng chiến sự, và quay trở lại San Diego vào ngày 14 tháng 7, chuẩn bị cho chuyến đi sang vùng biển Triều Tiên. Chiếc tàu khu trục đã phục vụ cùng Đệ Thất hạm đội để hỗ trợ cho lực lượng Liên Hợp Quốc trong cuộc xung đột, và phục vụ tại Viễn Đông trong hai đợt: đợt thứ nhất từ ngày 13 tháng 11, 1950 đến ngày 8 tháng 8, 1951, và đợt thứ hai từ ngày 23 tháng 2 đến ngày 29 tháng 9, 1952. Trong cả hai đợt này, nó hộ tống cho các tàu sân bay thuộc Lực lượng Đặc nhiệm 77 trong các hoạt động không lực, đồng thời tham gia lực lượng tuần tra và hộ tống, bắn phá bờ biển và bắn hải pháo hỗ trợ cho lực lượng trên bộ.

### 1953 - 1962

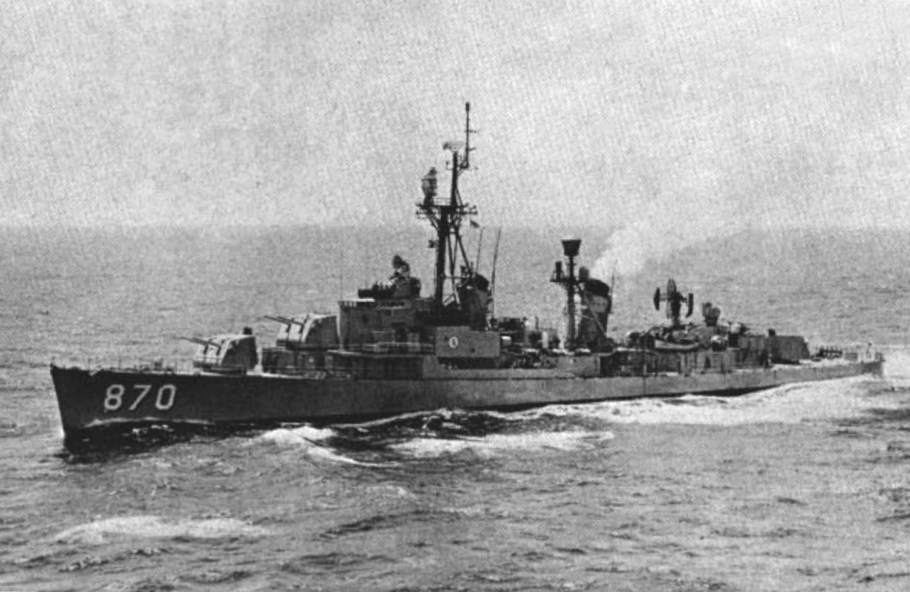
Fechteler như một tàu khu trục cột mốc radar, khoảng năm 1961.

Fechteler được cho xuất biên chế và đưa về thành phần dự bị vào ngày 1 tháng 4, 1953, để được cải biến và nâng cấp thành một tàu khu trục cột mốc radar. Công việc hoàn tất vào ngày 1 tháng 12, 1953, và nó được xếp lại lớp với ký hiệu lườn mới DDR-870. Nó nhập biên chế trở lại vào ngày 1 tháng 12, 1953, rồi lên đường vào ngày 10 tháng 5, 1954 cho một lượt phục vụ tại Viễn Đông vốn kéo dài cho đến ngày 6 tháng 9.
Fechteler được điều động sang vùng bờ Đông, gia nhập Hạm đội Đại Tây Dương tại Newport, Rhode Island vào ngày 27 tháng 10, 1954. Ngoài các hoạt động huấn luyện và thực hành thường lệ dọc theo vùng bờ Đông, Đại Tây Dương và vùng biển Caribe, nó còn thực hiện một chuyến đi thực tập cho học viên sĩ quan vào mùa Hè năm 1955, vốn đã đưa nó đi đến Málaga, Tây Ban Nha; Plymouth, Anh; và vịnh Guantánamo, Cuba.
Được điều động quay trở lại vùng bờ Tây, Fechteler khởi hành từ Newport vào ngày 14 tháng 5, 1956 để đi sang Long Beach, California, đến nơi vào ngày 28 tháng 6. Nó được phái sang hoạt động tại Viễn Đông vào các năm 1956, 1957-1958, 1958-1959, và 1960, nơi nó hoạt động cùng Đệ Thất hạm đội trong các chuyến tuần tra eo biển Đài Loan và phục vụ cùng các tàu sân bay trong vai trò một tàu khu trục radar cảnh báo.

### 1963 - 1970
Vào năm 1963, Fechteler đi đến Xưởng hải quân Long Beach để trải qua đợt sửa chữa và nâng cấp trong khuôn khổ Chương trình Hồi sinh và Hiện đại hóa Hạm đội (FRAM: Fleet Rehabilitation and Modernization). Ngoài việc cải tiến cấu trúc để tăng tiện nghi cho thủy thủ đoàn và kéo dài tuổi thọ phục vụ, con tàu còn được bổ sung thiết bị cảm biến và vũ khí nhằm nâng cao năng lực chống ngầm, bao gồm máy bay trực thăng không người lái chống tàu ngầm Gyrodyne QH-50 DASH và tên lửa chống ngầm RUR-5 ASROC. Nó được xếp lại lớp như một tàu khu trục thông thường và lấy lại ký hiệu lườn cũ DD-870.
Fechteler đã can dự vào cuộc Chiến tranh Việt Nam vào nữa sau những năm 1960. Nó đã tham gia trong các Chiến dịch Sea Dragon và Market Time nhằm ngăn chặn việc vận chuyển vũ khí và tiếp liệu từ Bắc vào Nam Việt Nam, đồng thời hoạt động tìm kiếm và giải cứu (SAR) những phi công bị bắn rơi, và hỗ trợ hải pháo cho trận chiến trên bộ.
Fechteler được cho xuất biên chế đồng thời rút tên khỏi danh sách Đăng bạ Hải quân vào ngày 11 tháng 9, 1970. Con tàu được bán cho hãng Zidell Explorations Inc. tại Portland, Oregon vào ngày 28 tháng 6, 1972 để tháo dỡ.

## Phần thưởng
Fechteler được tặng thưởng năm Ngôi sao Chiến trận do thành tích phục vụ trong Chiến tranh Triều Tiên.